# Campionati europei di atletica leggera 2012 - Lancio del giavellotto femminile
La gara del lancio del giavellotto femminile si è tenuta il 27 ed il 29 giugno.

## Risultati

### Qualificazioni
Qualification: Qualification Performance 60.00 (Q) or at least 12 best performers advance to the final
| Rank | Group | Athlete              | Nationality   | #1    | #2    | #3    | Result | Notes |
| ---- | ----- | -------------------- | ------------- | ----- | ----- | ----- | ------ | ----- |
| 1    | A     | Vira Rebryk          | Ucraina       | 61.84 |       |       | 61.84  | Q     |
| 2    | B     | Goldie Sayers        | Gran Bretagna | 58.02 | 60.90 |       | 60.90  | Q     |
| 3    | B     | Linda Stahl          | Germania      | 56.50 | 57.59 | 59.65 | 59.65  | q     |
| 4    | B     | Christina Obergföll  | Germania      | 58.92 | 59.49 | x     | 59.49  | q     |
| 5    | B     | Sinta Ozoliņa-Kovala | Lettonia      | 53.39 | 55.44 | 59.41 | 59.41  | q     |
| 6    | B     | Sanni Utriainen      | Finlandia     | 57.52 | x     | 58.70 | 58.70  | q     |
| 7    | A     | Katharina Molitor    | Germania      | 54.49 | 58.34 | x     | 58.34  | q     |
| 8    | A     | Savva Lika           | Grecia        | 53.50 | 57.60 | x     | 57.60  | q     |
| 9    | B     | Līna Mūze            | Lettonia      | 57.51 | x     | 53.83 | 57.51  | q     |
| 10   | B     | Tatjana Jelača       | Serbia        | 57.29 | x     | 52.55 | 57.29  | q, SB |
| 11   | A     | Madara Palameika     | Lettonia      | 55.85 | 57.24 | 55.47 | 57.24  | q     |
| 12   | A     | Zahra Bani           | Italia        | 55.42 | 56.67 | 54.67 | 56.67  | q     |
| 13   | B     | Ásdís Hjálmsdóttir   | Islanda       | 55.29 | 52.25 | 54.54 | 55.29  |       |
| 14   | A     | Oona Sormunen        | Finlandia     | x     | 52.13 | 54.66 | 54.66  |       |
| 15   | A     | Indrė Jakubaitytė    | Lituania      | x     | 54.39 | x     | 54.39  |       |
| 16   | B     | Nora Bicet           | Spagna        | 53.61 | x     | 53.80 | 53.80  |       |
| 17   | B     | Vanda Juhász         | Ungheria      | 53.65 | 49.15 | x     | 53.65  |       |
| 18   | A     | Raine Kuningas       | Estonia       | 45.93 | 53.65 | x     | 53.65  |       |
| 19   | A     | Laura Whittingham    | Gran Bretagna | 52.82 | x     | 50.70 | 52.82  |       |
| 20   | B     | Maria Negoita        | Romania       | 51.02 | 51.96 | 48.07 | 51.96  |       |
| 21   | A     | Martina Ratej        | Slovenia      | 51.69 | 50.77 | x     | 51.69  |       |
| 22   | A     | Xénia Nagy           | Ungheria      | 51.63 | 50.65 | 47.84 | 51.63  |       |
| 23   | A     | Kristine Harutyunyan | Armenia       | 44.05 | 45.48 | 45.83 | 45.83  |       |

### Finale
| Pos | Atleta               | Nazione       | #1    | #2    | #3    | #4    | #5    | #6    | Misura | Note |
| --- | -------------------- | ------------- | ----- | ----- | ----- | ----- | ----- | ----- | ------ | ---- |
| 1   | Vira Rebryk          | Ucraina       | 57.04 | 63.44 | x     | 62.83 | 66.86 | 64.77 | 66.86  | NR   |
| 2   | Christina Obergföll  | Germania      | 65.12 | x     | 63.53 | 64.55 | x     | 63.17 | 65.12  |      |
| 3   | Linda Stahl          | Germania      | 63.69 | 63.47 | 58.53 | 59.29 | x     | 60.76 | 63.69  |      |
| 4   | Goldie Sayers        | Gran Bretagna | x     | 63.01 | 60.34 | x     | 62.19 | x     | 63.01  |      |
| 5   | Katharina Molitor    | Germania      | 59.85 | 60.99 | x     | 59.59 | x     | 58.89 | 60.99  |      |
| 6   | Sinta Ozoliņa-Kovala | Lettonia      | 59.34 | x     | 55.92 | x     | x     | 59.24 | 59.34  |      |
| 7   | Tatjana Jelača       | Serbia        | 54.22 | 53.43 | 57.58 | 51.88 | 54.40 | 53.32 | 57.58  | SB   |
| 8   | Madara Palameika     | Lettonia      | x     | 50.21 | 56.82 | x     | 55.21 | x     | 56.82  |      |
| 9   | Savva Lika           | Grecia        | 53.84 | 54.83 | 56.25 |       |       |       | 56.25  |      |
| 10  | Līna Mūze            | Lettonia      | 51.42 | 55.60 | 53.97 |       |       |       | 55.60  |      |
| 11  | Sanni Utriainen      | Finlandia     | 52.57 | 53.79 | 55.14 |       |       |       | 55.14  |      |
| 12  | Zahra Bani           | Italia        | 53.40 | 53.05 | 53.33 |       |       |       | 53.40  |      |